# 東涌市政大樓

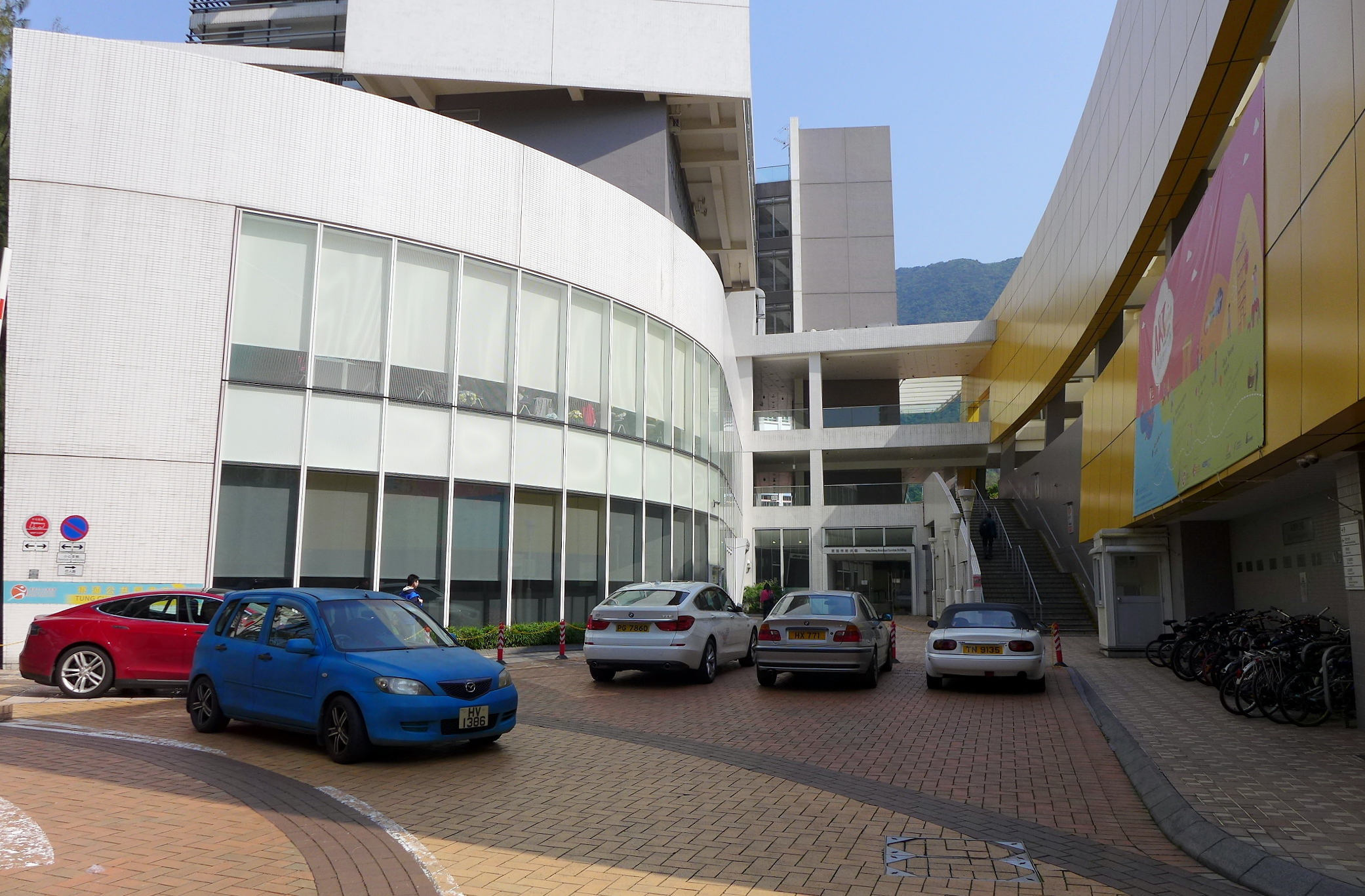
東涌市政大樓外觀

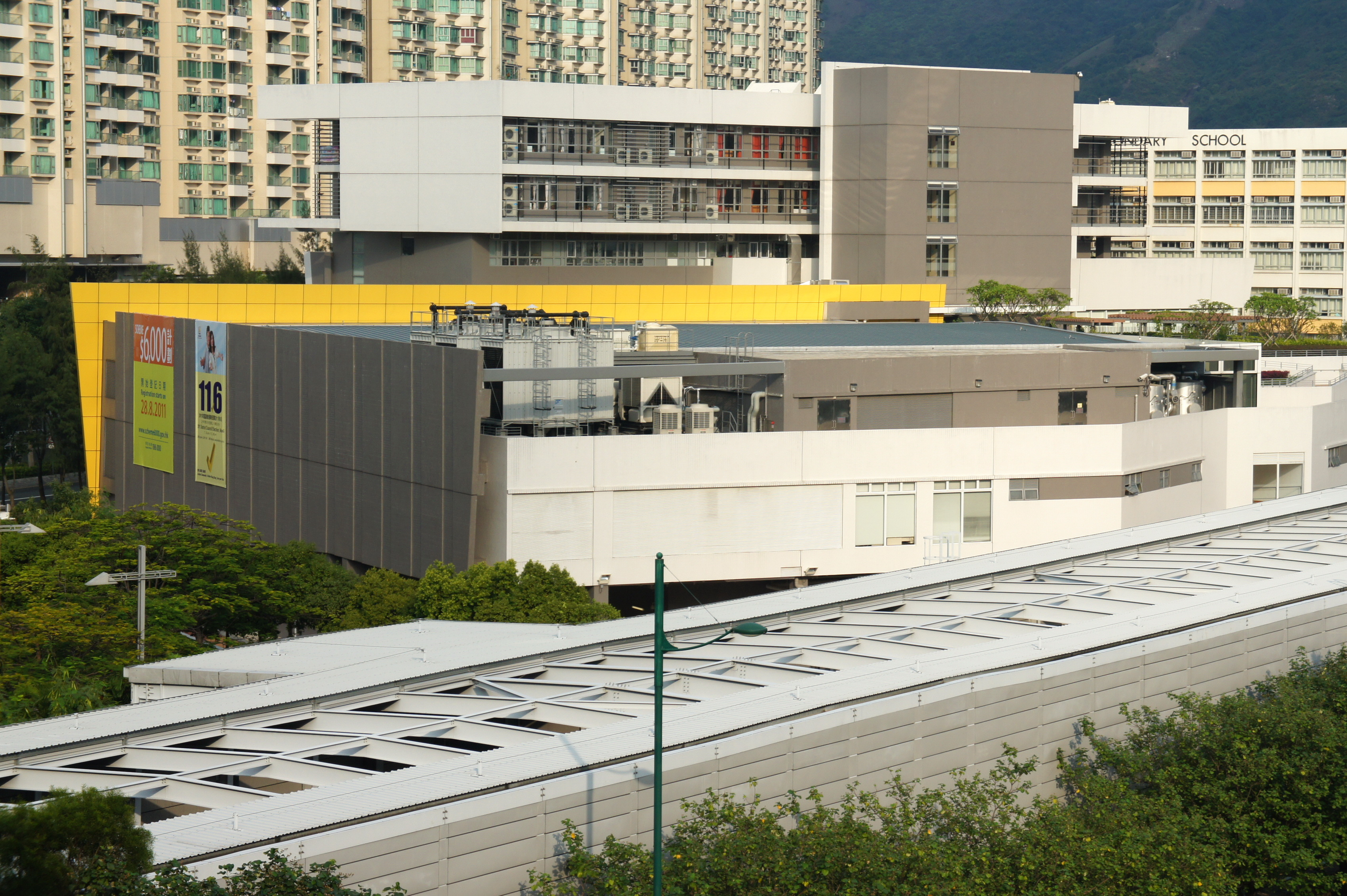
東涌市政大樓，前方為港鐵機場快綫隔音屏障路軌，黃色外牆的部份為體育館，後方為東涌安老院的樓層

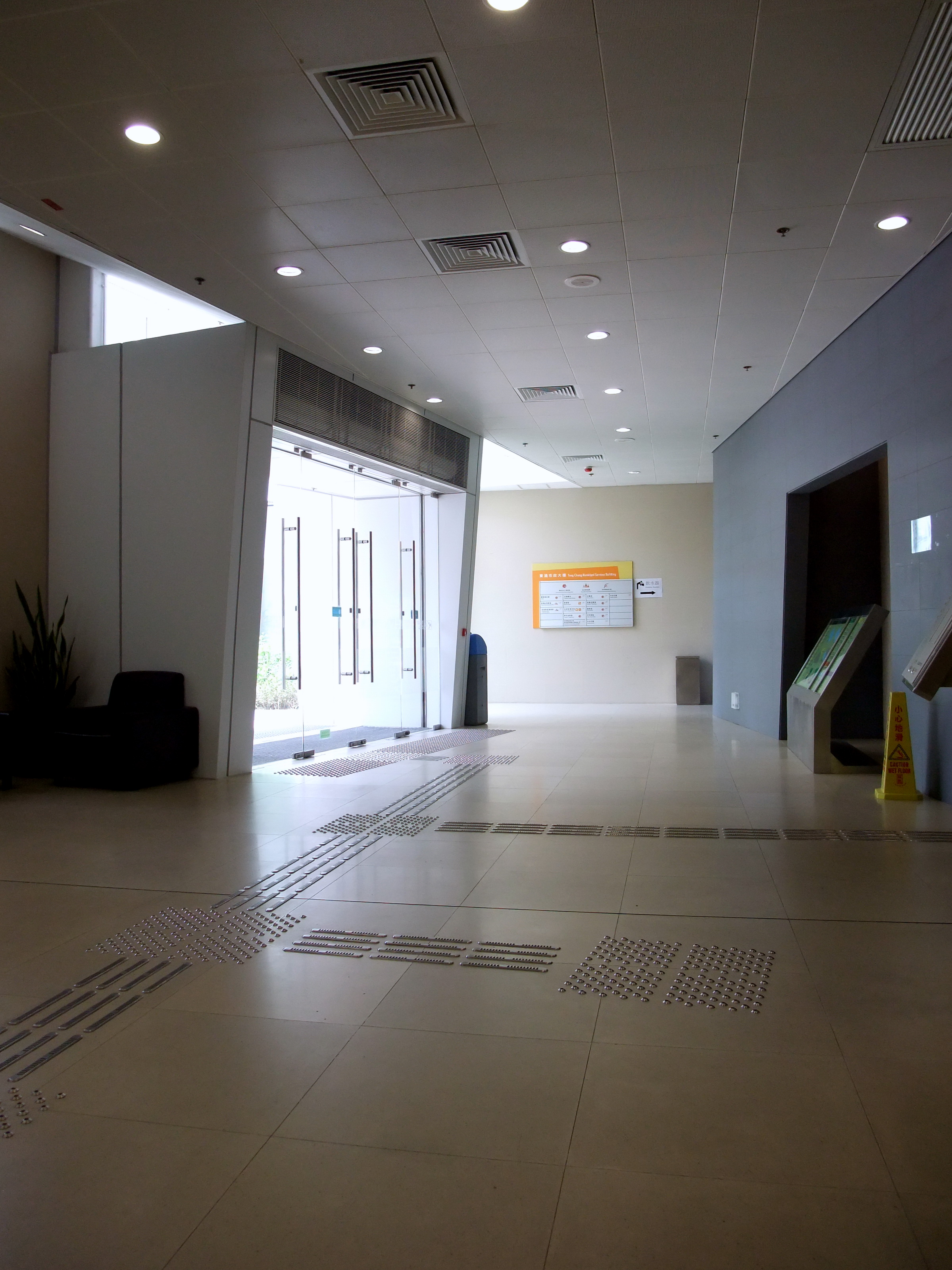
東涌市政大樓入口大堂

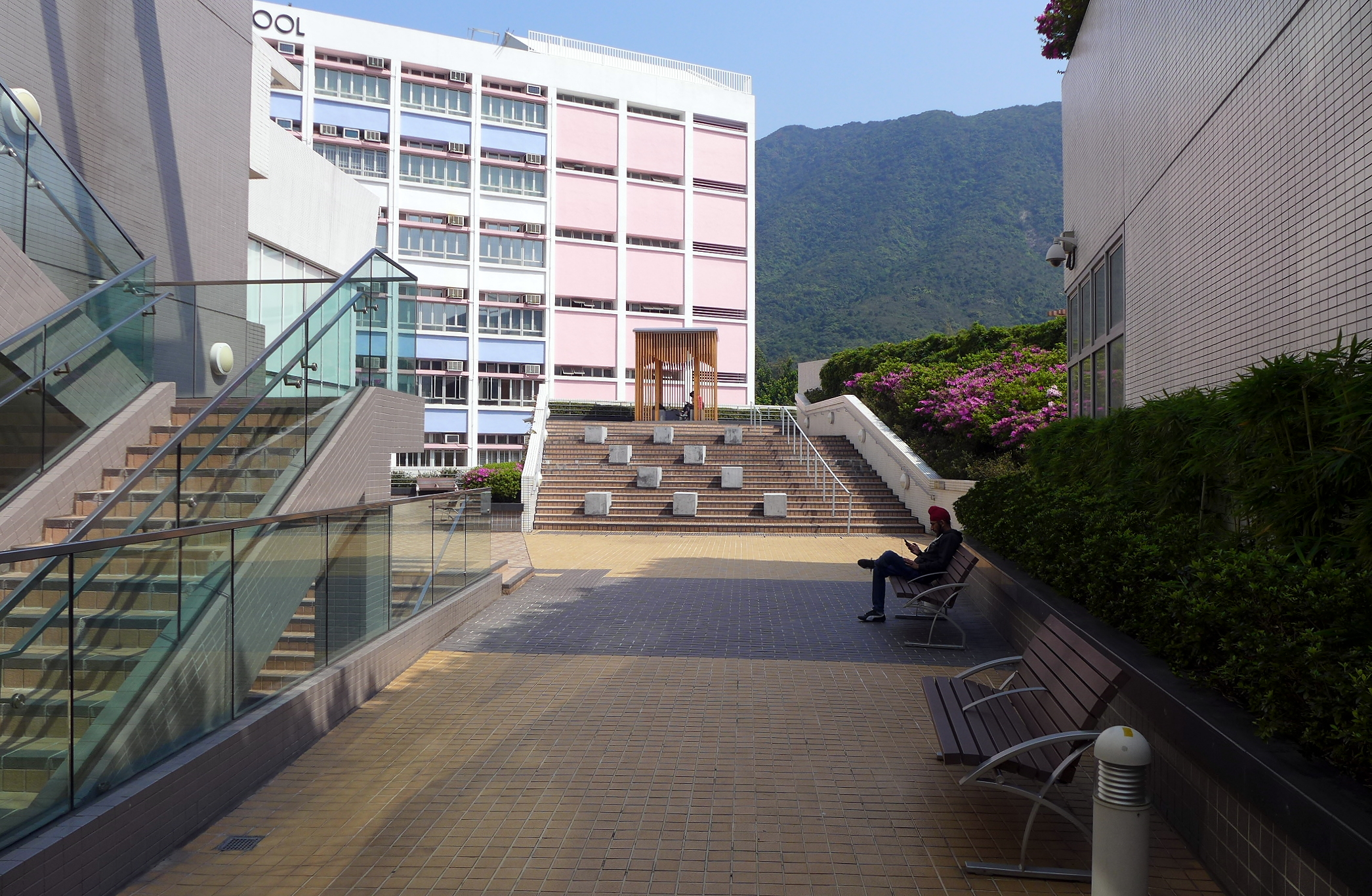
東涌市政大樓戶外花園

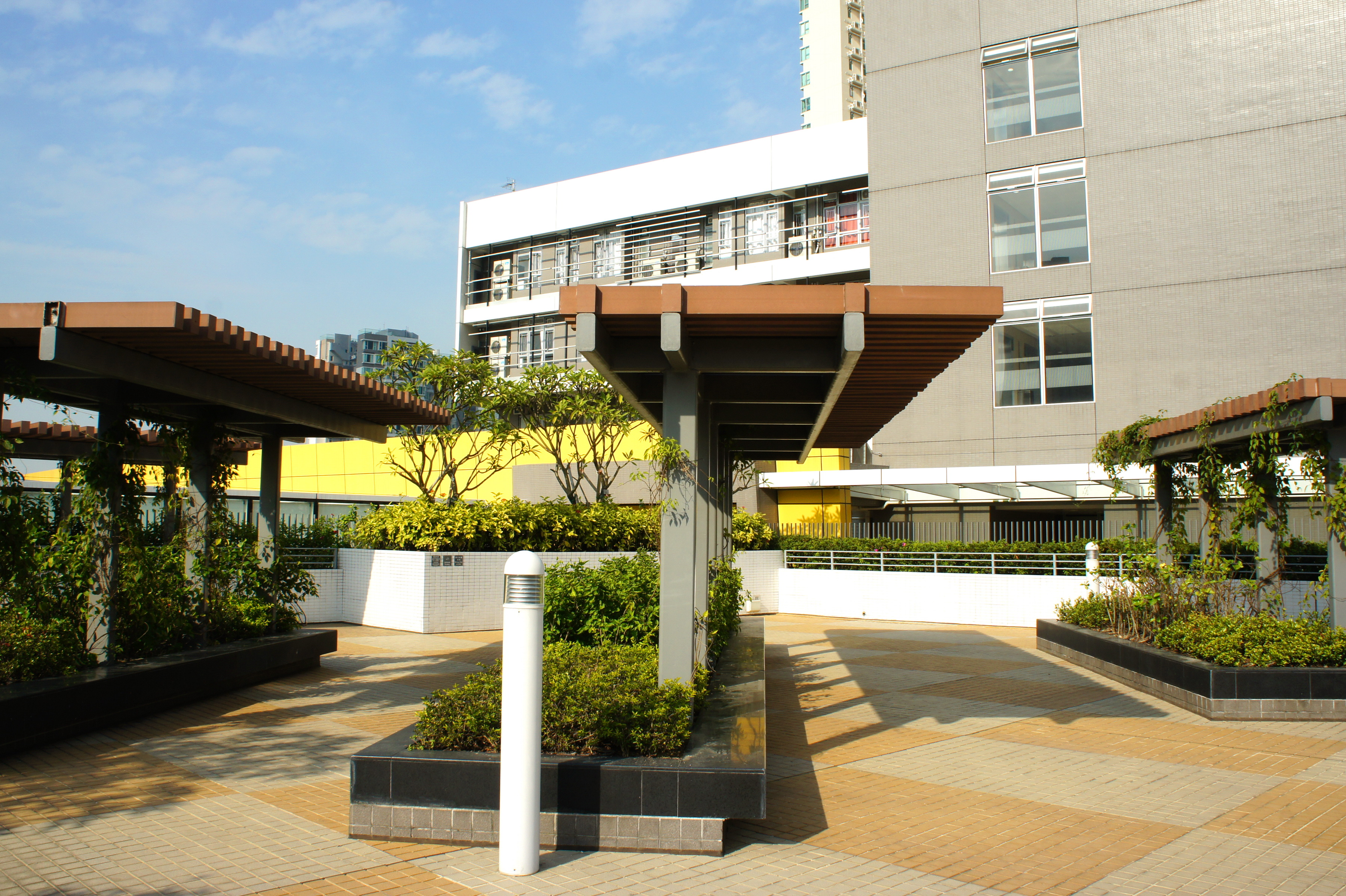
東涌市政大樓平台花園

東涌市政大樓（英語：Tung Chung Municipal Services Building）是香港一座市政大廈，位於新界大嶼山東涌文東路39號，於2006年底動工，由著名建築公司巴馬丹拿（P&T Group）設計，2010年2月18日啟用，是香港少數不設街市和熟食中心的市政大廈之一，亦是香港最後以市政大樓稱呼的建築物。
大樓耗資近4.3億元興建，其中東涌社區會堂率先於2010年4月9日啟用，由民政事務總署署長陳甘美華、離島區議會主席林偉強及離島民政事務專員林聖傑主持開幕典禮。原有的東涌公共圖書館位於東涌逸東（一）邨逸東商場二樓211號鋪，於2004年4月3日啟用，並由康樂及文化事務署署長王倩儀及離島區議會主席林偉強主持開幕。圖書館於2010年7月27日遷至大樓內。大樓內的東涌文東路體育館於2010年10月9日正式開幕，開幕典禮由康樂及文化事務署署長馮程淑儀、建築署署長劉賴筱韞和離島區議會主席林偉強共同主持。
東涌文東路體育館的總面積超過4,000平方米，設有1個多用途主場館（可用作2個籃球場、2個排球場或8個羽毛球場）、1個乒乓球室、1個兒童遊戲室、3個多用途活動室及1個健身室。東涌公共圖書館的面積為2,700平方米，館內設有成人圖書館及兒童圖書館、報刊閱覽室及多媒體圖書館等。

## 設施
| 3樓至5樓 | - 保良局東涌護老院 - 安老院辦事處 - 平台花園                   |
| 2樓      | - 東涌體育館 - 平台花園                                        |
| 1樓      | - 學生自修室 - 體育館看台 - 食物環境衞生署離島區環境衞生辦事處 |
| 地下     | - 東涌體育館 - 東涌社區會堂 - 東涌公共圖書館                   |

## 鄰近
- 靈糧堂怡文中學
- 東薈城名店倉
- 藍天海岸

## 外部連結
- 東涌市政大樓工程計劃 （页面存档备份，存于）
- 東涌公共圖書館 （页面存档备份，存于）
- 康文署：東涌文東路體育館 （页面存档备份，存于）

22°17′26″N 113°56′38″E / 22.29052°N 113.94377°E